# Quand les femmes avaient une queue
Série
Quand les femmes perdirent leur queue
(1972)
Pour plus de détails, voir Fiche technique et Distribution.

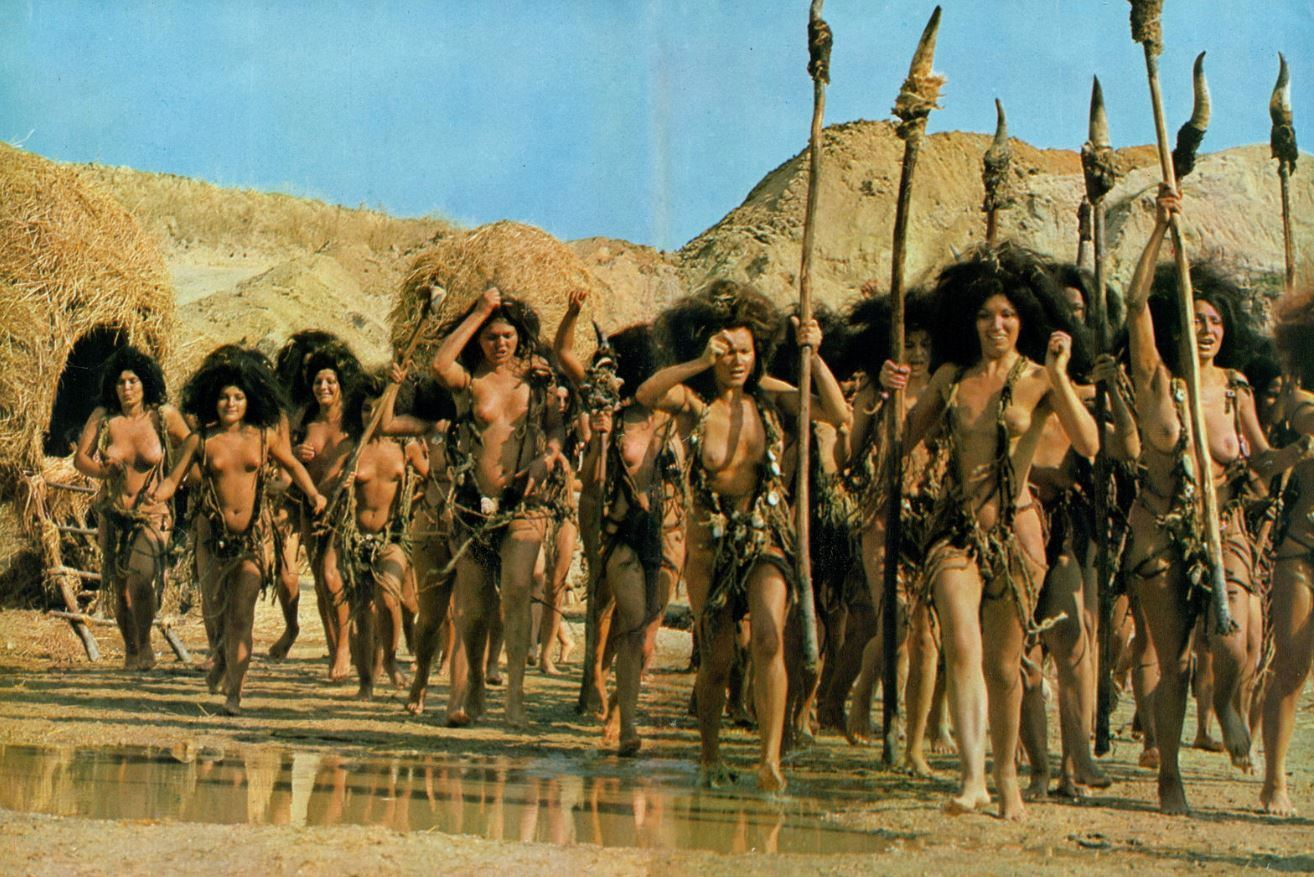
Photogramme du film italien Quand les femmes avaient une queue

Quand les femmes avaient une queue (Quando le donne avevano la coda) est un film de comédie érotique italienne réalisé par Pasquale Festa Campanile et sorti en 1970. L'action se déroule dans la préhistoire, « quand les femmes avaient une queue ».
Le film a eu une suite,  Quand les femmes perdirent leur queue.

## Synopsis
Après avoir fui un incendie qui a tout ravagé dans l’île qu’ils habitaient, sept troglodytes arrivent dans une terre désertique et inconnue et ils s’installent dans les grottes qu’ils y trouvent. Ces hommes sont Ulli et ses six camarades. Ils passent leur temps à essayer de faire des découvertes, comme faire du feu ou voler dans l’air. Ils font aussi des pièges pour chasser et pouvoir se nourrir. Un jour, ils trouvent dans un des pièges un animal étrange, c’est une femme avec une queue, mais ils ne savent pas que c’est une femme et ils décident de la manger. C’est Ulli, le plus jeune d’entre eux, qui est chargé de tuer cette étrange créature.
Filli, c’est ainsi qu’elle s’appelle, est plus maligne que les sept hommes des cavernes et pour sauver sa vie, elle convainc Ulli de ne pas la tuer, en lui proposant de faire l’amour avec elle. Une fois qu’Ulli a expérimenté ce plaisir, il cache Filli dans une grotte pour la protéger des autres hommes et passe son temps à essayer de la rendre monogame. La femme est découverte par les hommes des cavernes, qui aiment ses jeux sexuels, mais Filli se lasse vite d’eux et s’enfuit avec son amant Ulli. Les troglodytes les poursuivent en vain. Malheureusement pour eux, pendant la poursuite, ils sont capturés par une tribu de femmes agressives, qui les forceront à satisfaire leur envie d’amour. Voir : Quando le donne persero la coda.

## Fiche technique
- Titre original : Quando le donne avevano la coda
- Titre français : Quand les femmes avaient une queue
- Réalisation : Pasquale Festa Campanile
- Scénario : Marcello Coscia, Pasquale Festa Campanile, Ottavio Jemma (it) et Lina Wertmüller, d'après un sujet d'Umberto Eco
- Photographie : Franco Di Giacomo
- Montage : Sergio Montanari
- Musique : Ennio Morricone
- Production : Silvio Clementelli (it)
- Société(s) de production : Clesi Cinematografica (it)
- Société(s) de distribution : Euro International Films, Film Ventures International
- Pays d’origine :  Italie
- Langue originale : italien
- Format : couleur (Eastmancolor) — sonore
- Genre : comédie érotique
- Durée : 105 minutes
- Dates de sortie :
  - Italie : 15 octobre 1970
  - France : 21 juin 1972

## Distribution
- Senta Berger : Filli
- Giuliano Gemma : Ulli
- Frank Wolff : Grr
- Renzo Montagnani : Maluc
- Lino Toffolo : Put
- Francesco Mulè : Uto
- Aldo Giuffré : Zog
- Paola Borboni : cheffe de la tribu des femmes des cavernes
- Lando Buzzanca : Kao